# Кудріно (Новосибірська область)
Кудріно (рос. Кудрино) — село у Тогучинському районі Новосибірської області Російської Федерації.
Входить до складу муніципального утворення Кудрінська сільрада. Населення становить 599 осіб (2010).

## Історія
Згідно із законом від 2 червня 2004 року органом місцевого самоврядування є Кудрінська сільрада.

## Населення
| 2002 | 2007 | 2010 |
| ---- | ---- | ---- |
| 637  | ↗670 | ↘599 |